# Bathari (jezik)
Bathari jezik (bathara, bautahari, botahari; ISO 639-3: bhm), južnoarapski jezik kojim na području Omana i Jemena govori oko 200 ljudi. U Omanu se govori u guverneratu Dhofar, u gradovima Shuwaymiya i Sharbithat.
Srodan je jeziku mehri [gdq].

## Vanjske poveznice
- Ethnologue (14th)
- Bathari (15th)